# سكوت لي كيمبل
سكوت لي كيمبل (بالإنجليزية: Scott Lee Kimball) هو قاتل متسلسل أمريكي، ولد في 21 سبتمبر 1966 في بولدر في الولايات المتحدة.